# Christina Hammer
Christina Hammer (* 16. August 1990 in Nowodolinka, Kasachische SSR, Sowjetunion) ist eine ehemalige deutsche Boxerin und war mehrmalige Weltmeisterin der WBO und WBC.
Sie wuchs im hessischen Sontra auf und wohnt in Dortmund. Im November 2024 beendete sie ihre Karriere.

## Karriere
Kurz nach ihrer Geburt übersiedelten Hammers Eltern nach Deutschland. Hammer begann im Alter von 13 Jahren mit dem Boxsport, trainiert wurde sie von Robert Staar in Eschwege. Im Alter von 16 Jahren wurde sie deutsche Junioren-Meisterin und wechselte kurz darauf zu dem Profi-Trainer Dimitri Kirnos in Dortmund ins Profigeschäft.
Am 12. September 2009 gab Hammer ihr Boxprofi-Debüt gegen Melisa Koktar. 2010 wurde sie in Riesa mit 20 Jahren jüngste WBO-Weltmeisterin gegen Teresa Perozzi. Nach ihrem WBO-Titel gewann sie am 18. Februar 2011 gegen Diana Kiss den WBF-Titel. Am 27. Mai 2011 verteidigte sie ihren WBO-WBF-Titel gegen die Schwedin Maria Lindberg in 10 Runden. Am 26. Juli 2014 gewann sie gegen Anne Sophie Mathis durch Disqualifikation den WBO-Halbmittelgewichtstitel. Bis Ende Mai 2016 stand sie bei Sport Events Steinforth in Magdeburg unter Vertrag, danach bei Petko's Gym in München. Am 5. November 2016 gewann sie den Titelvereinigungskampf der WBO und WBC gegen die US-Amerikanerin Kali Reis nach Punkten. Im Februar 2017 beendete Christina Hammer ihre Zusammenarbeit mit Petkos Gym in München. Am 1. April 2017 verteidigte Christina Hammer ihren WBC-Titel gegen die Schwedin Maria Lindberg einstimmig nach Punkten in der Dortmunder Westfalenhalle. Dieser Kampf war der erste, den sie in Eigenregie nur mit der Unterstützung ihres Managers Harald Pia organisierte.
Ende Dezember 2017 unterzeichnete Hammer einen Vertrag bei dem US Promoter Salitas Promotion, der ihr unter anderem mehrere Kämpfe in den USA live auf Showtime garantieren.
Hammer studiert Sportwissenschaften an der Fernuniversität in Hagen und wirbt als Model/Testimonial für verschiedene Unternehmen. 2020 erlangte sie einen Bachelor of Arts in Sport und angewandten Trainingswissenschaften an der Deutschen Hochschule für Gesundheit und Sport.
Am 22. Juni 2018 gelang Christina Hammer mit ihrem US-Debüt in Detroit gegen Tori Nelson als erstem deutschen Boxer seit Max Schmeling im Jahr 1931 eine WM-Titelverteidigung in den USA.
Nachdem sie im Februar 2019 gegen Elene Sikmashvili durch TKO in der 2. Runde gesiegt hatte und damit nach 25. Profikämpfen in ihrer Karriere weiter ungeschlagen geblieben war, unterlag sie Claressa Shields am 13. April 2019 in Atlantic City (New Jersey) in einem Titelvereinigungskampf um die Weltmeisterschaft der WBC-, WBA-, IBF und WBO.
Anfang 2021 wechselte sie ins Amateurlager, um bei den Olympischen Sommerspielen in Tokio antreten zu können, wobei sie allerdings in der Qualifikation scheiterte.
Im Herbst 2021 kehrte sie ins Profilager zurück.
Im November 2024 beendete sie ihre Karriere.

## Liste der Profikämpfe
| 28 Siege (13 K.-o.-Siege), 1 Niederlagen, 0 Unentschieden |               |                                                             |                                                                           |                             |
| Jahr                                                      | Tag           | Ort                                                         | Gegnerin / Kampfziel                                                      | Ergebnis für Hammer         |
| 2009                                                      | 12. September | Gewerbehof Schlutius, Magdeburg, Deutschland                | Melisa Koktar                                                             | Sieg TKO 2. Runde           |
| 2009                                                      | 24. Oktober   | Anhalt-Arena, Dessau, Deutschland                           | Sarka Stoklaskova                                                         | Sieg UD 4. Runde            |
| 2009                                                      | 15. November  | EKZ Arena, Berlin, Deutschland                              | Marija Pejakovic                                                          | Sieg TKO 4. Runde           |
| 2010                                                      | 9. April      | Tivoli Arena, Ljubljana, Slowenien                          | Danijele Bickei                                                           | Sieg TKO 4. Runde           |
| 2010                                                      | 17. April     | Bördelandhalle, Magdeburg, Deutschland                      | Patricia Bräsick                                                          | Sieg TKO 2. Runde           |
| 2010                                                      | 4. Juni       | Landesgartenschau, Aschersleben, Deutschland                | Marie Riederer                                                            | Sieg KO 5. Runde            |
| 2010                                                      | 4. September  | Sportpark Arena, Ljubljana, Slowenien                       | Mihaela Dragan                                                            | Sieg TKO 2. Runde           |
| 2010                                                      | 23. Oktober   | Erdgasarena, Riesa, Deutschland                             | Teresa Perozzi WBO-Weltmeisterschaft                                      | Sieg UD 10 Runden           |
| 2011                                                      | 18. Februar   | Sportpark Arena, Ljubljana, Slowenien                       | Diana Kiss WBF-Weltmeisterschaft                                          | Sieg RTD 7. Runde           |
| 2011                                                      | 27. Mai       | Zlatopramen Arena, Ústí nad Labem, Tschechien               | Maria Lindberg WBO/WBF-Titelverteidigung                                  | Sieg UD 10 Runden           |
| 2011                                                      | 21. Oktober   | Brandenburg Halle, Frankfurt (Oder), Deutschland            | Vashon Living WBO/WBF-Titelverteidigung                                   | Sieg UD 10 Runden           |
| 2012                                                      | 5. April      | Vodova Arena, Brünn, Tschechien                             | Julie Tshabalala WBO/WBF-Titelverteidigung                                | Sieg UD 10 Runden           |
| 2012                                                      | 7. September  | RWE Rhein-Ruhr Sporthalle, Mülheim an der Ruhr, Deutschland | Yahaira Hernandez WBO/WBF-Titelverteidigung                               | Sieg UD 10 Runden           |
| 2013                                                      | 4. Mai        | SAP-Arena, Mannheim, Deutschland                            | Zita Zatyko WBO/WBF-Titelverteidigung                                     | Sieg UD 10 Runden           |
| 2013                                                      | 13. Juli      | EnergieVerbund Arena, Dresden, Deutschland                  | Mikaela Laurén WBO/WBF-Titelverteidigung                                  | Sieg UD 10 Runden           |
| 2013                                                      | 6. Dezember   | Brandenburg Halle Frankfurt (Oder), Deutschland             | Carmen García WBO/WBF-Titelverteidigung                                   | Sieg TKO 1. Runde           |
| 2014                                                      | 1. März       | GeTec-Arena Magdeburg, Deutschland                          | Jessica Balogun WBO/WBF-Titelverteidigung                                 | Sieg UD 10 Runden           |
| 2014                                                      | 26. Juli      | Anhalt-Arena Dessau, Deutschland                            | Anne Sophie Mathis vakanter WBO Halbmittelgewicht                         | Sieg durch Disqualifikation |
| 2015                                                      | 2. Mai        | Sparkassen-Arena Jena, Deutschland                          | Kali Reis WBO/WBF-Titelverteidigung                                       | Sieg UD 10 Runden           |
| 2016                                                      | 15. Juli      | BallhausForum Unterschleißheim/München, Deutschland         | Melinda Lazar                                                             | Sieg TKO 6. Runde           |
| 2016                                                      | 5. November   | BallhausForum Unterschleißheim/München, Deutschland         | Kali Reis WBO-Titelverteidigung, WBC-Weltmeisterschaft                    | Sieg UD 10 Runden           |
| 2017                                                      | 1. April      | Westfalenhalle Dortmund, Deutschland                        | Maria Lindberg WBC-Titelverteidigung                                      | Sieg UD 10 Runden           |
| 2017                                                      | 4. November   | SportScheck Allwetteranlage München, Deutschland            | Gifty Amanua Ankrahs WBO-Titelverteidigung, WBC-Titelverteidigung         | Sieg KO 4. Runde            |
| 2018                                                      | 22. Juni      | The Masonic Temple, Detroit, USA                            | Tori Nelson WBO-Titelverteidigung, WBC-Titelverteidigung                  | Sieg UD 10 Runden           |
| 2019                                                      | 9. Februar    | Verti Music Hall, Berlin-Friedrichshain, Deutschland        | Elene Sikmashvili                                                         | Sieg TKO 2. Runde           |
| 2019                                                      | 13. April     | Boardwalk Hall, Atlantic City, New Jersey, USA              | Claressa Shields WBC-, WBA-, IBF-Weltmeisterschaft, WBO-Titelverteidigung | Niederlage nach Punkten     |
| 2020                                                      | 8. Februar    | EWS Arena, Göppingen, Deutschland                           | Florence Muthoni                                                          | Sieg UD 10 Runden           |
| 2020                                                      | 20. Dezember  | Motorworld Köln, Deutschland                                | Sanna Turunen WIBF-Weltmeisterschaft                                      | Sieg KO 7. Runde            |
| 2021                                                      | 3. Dezember   | Ilsenburg (Harz), Deutschland                               | Daniele Bastieri                                                          | Sieg TKO 1. Runde           |
| 2022                                                      | 7. Mai        | Sartory-Saal, Köln, Deutschland                             | Luiza Davidova                                                            | Sieg UD 10 Runden           |
| Quelle: BoxRec Christina Hammer in der BoxRec-Datenbank   |               |                                                             |                                                                           |                             |

## Weitere Auszeichnungen
Am 4. Oktober 2017 wurde Christina Hammer mit dem erstmals verliehenen HERQUL, dem deutschen „Boxoscar“ als „Beste Boxerin 2017“ ausgezeichnet. Weitere Auszeichnungen: 2011 WBF fighter of the year; 2013 WBF und WBO fighter of the year; 2016 BDB Female Boxer of the year.